# Česká národní fronta
Česká národní fronta (zkratka ČNF) bylo české mimoparlamentní politické hnutí, které vzniklo v roce 2016 a zaniklo v roce 2018 dobrovolným rozpuštěním. Hnutí nebylo jasně vymezené na pravolevé škále.
Hnutí nepředložilo výroční finanční zprávu za rok 2016, a proto byl vládou podán návrh na pozastavení činnosti.

## Volební výsledky
Hnutí se zúčastnilo voleb do Poslanecké sněmovny Parlamentu České republiky 2017 s vylosovaným číslem 18, avšak kandidovalo pouze v Moravskoslezském kraji. Ve studentských volbách hnutí získalo 29 hlasů, což odpovídalo 0,07 % odevzdaných platných hlasů. Ve volbách do PS hnutí získalo 117 hlasů, což činí pouhých 0,000023 % celkových odevzdaných hlasů (v samotném Moravskoslezském kraji se jednalo o 0,02 %), a obsadilo tak poslední příčku. Jiných voleb se hnutí nezúčastnilo.